# Mosquée de Saint-Pétersbourg
La mosquée cathédrale de Saint-Pétersbourg (en russe : Санкт-Петербургская соборная мечеть), fut construite en 1913. Ses minarets atteignent 48 mètres de haut, et son dôme 39 mètres. Elle est située dans le centre-ville de Saint-Pétersbourg, non loin de la forteresse Pierre-et-Paul et peut accueillir jusqu'à cinq mille fidèles.
La première pierre fut posée en 1910 pour célébrer le 25e anniversaire du règne d'Alim Khan à Boukhara. À cette époque, la communauté musulmane dans la capitale russe comptait huit mille membres. La construction permettait d'en accueillir la majorité. L'architecte Nicolas Vassiliev dessina la mosquée en s'inspirant de Gour Emir, la tombe de Tamerlan à Samarcande. La construction est achevée en 1921.
Les fidèles sont séparés : les femmes prient au premier étage et les hommes au rez-de-chaussée. La mosquée fut fermée au culte entre 1940 et 1956.

## Histoire

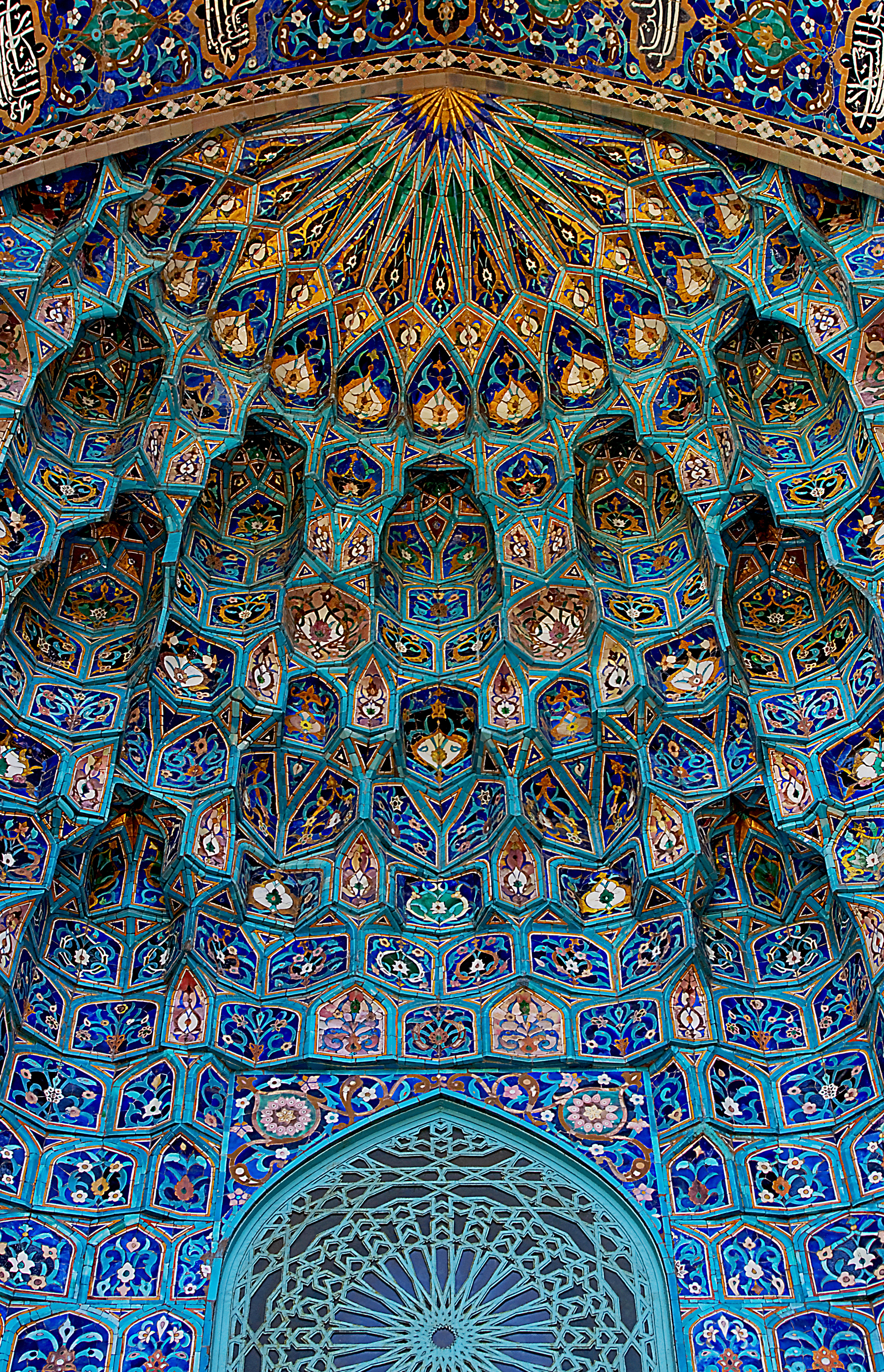
Détail des ornements en mosaïque

En 1882, Selim-Girei Tevkelev qui fut désigné mufti d'Orenbourg demanda au comte Dimitri Andreïevitch Tolstoï d'ériger une mosquée à Saint-Pétersbourg. En 1906, le ministre forma un comité spécial dirigé par Ahun Ataulla Bayazitov pour réunir 750 000 roubles sur dix ans pour permettre la construction de la mosquée. Ils organisèrent des quêtes et reçurent des dons de personnes riches. Le plus grand donateur fut Saïd Abdoul Ahad, émir de Boukhara.
La localisation de la mosquée était symbolique, à proximité de la forteresse Pierre-et-Paul. La permission d'acheter le site fut donnée par l'empereur Nicolas II au palais de Peterhof le 3 juillet 1907. Cet automne-là, le comité approuva le projet de l'architecte Nicolas Vassiliev, et les travaux furent supervisés par l'académicien Alexandre von Hohen. Pour la façade du bâtiment, on combina des ornements orientaux et de la mosaïque bleu turquoise.

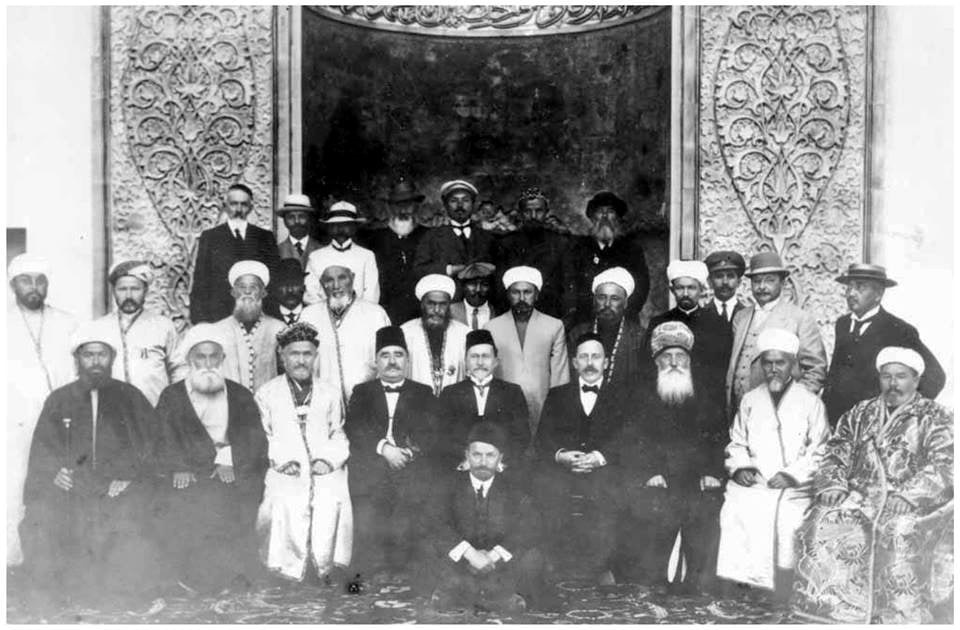
Représentants à la mosquée, années 1910, Alimerdan Bey Toptchoubachov, Sadri Maksudi Arsal, Rizaeddin Fahreddin.

Le 3 février 1910, la cérémonie d'inauguration fut organisée par Ahun Bayazitov, le gouvernement y assista, ainsi que diverses personnalités sociales et religieuses. Parmi elles, l'émir de Boukhara (Amir Boukharski), Haroussin, Novikov, les ambassadeurs de Turquie et de Perse, et Tevkelev, chef du parti musulman à la Douma d'État de l'Empire russe.
Les murs sont faits de granite gris et le dôme ainsi que les minarets sont recouverts de mosaïque en céramique de couleur bleu ciel. Des ouvriers qualifiés d'Asie centrale prirent part à cette construction. Les façades sont recouvertes de passages du Coran écrit en alphabet arabe. Les colonnes intérieures sont faites de marbre vert. À l'intérieur on trouve un grand nombre de tapis tissés par des artisans d'Asie centrale.
La mosquée de Saint-Pétersbourg fut fermée et servit d'entrepôt durant la Seconde Guerre mondiale. À la requête du premier président indonésien, Soekarno, en visite à Saint-Pétersbourg, la mosquée fut rendue au culte musulman en 1956. Une importante restauration eut lieu en 1980.